# 文室久賀麻呂
文室 久賀麻呂（ふんや の くがまろ/こがまろ）は、奈良時代の貴族。大納言・文室大市の子とする系図がある。官位は正五位下・但馬介。

## 経歴
宝亀8年（777年）従五位下に叙爵し、翌宝亀9年（778年）但馬介に任ぜられる。
桓武朝に入り、延暦3年（784年）左大舎人頭に任ぜられると、延暦5年（786年）木工頭と桓武朝初頭は京官を歴任する。延暦6年（787年）従五位上・摂津亮に叙任されて地方官に転じ、延暦8年（789年）には10年ぶりに但馬介に再任している。

## 官歴
『続日本紀』による。
- 時期不詳：正六位上
- 宝亀8年（777年） 正月7日：従五位下
- 宝亀9年（778年） 11月17日：但馬介
- 延暦3年（784年） 7月13日：左大舎人頭
- 延暦5年（786年） 正月28日：木工頭
- 延暦6年（787年） 正月7日：従五位上。2月25日：摂津亮
- 延暦8年（789年） 3月16日：但馬介。12月29日：山作司（高野新笠崩御）
- 時期不詳：正五位下

## 系譜
- 父：文室大市[1]
- 母：不詳
- 生母不明の子女
  - 女子：文室文子[2] - 嵯峨天皇後宮